# Alanstonea
Alanstonea (лат.) — род насекомых из трибы Aedini семейства кровососущих комаров (Culicidae). Иногда рассматривается как подрод в составе рода Aedes . Юго-Восточная Азия.

## Описание
Взрослые особи Alanstonea, как правило, похожи на взрослых особей рода Armigeres по размеру и окраске, с наличием хоботка, сжатого с боков и изогнутого вниз, и отсутствием дорсоцентральных щетинок. Они отличаются от таковых у Armigeres отсутствием нижней мезепимеральной щетинки и особенностей мужских половых органов. Педицель антенны с чешуйками на боковой поверхности; нижнечелюстные щупики самок короче 0,25 длины хоботка; нижнечелюстные щупики у самцов длиннее хоботка, тонкие, почти голые, пятый пальпомер не толще 4-го пальпомера; паратергит с многочисленными чешуйками. Незрелые стадии встречаются в кувшинчиках Nepenthes. Личинки плотоядны и питаются другими личинками комаров. Ничего не известно о биологии взрослых. Виды Alanstonea не имеют медицинского или экономического значения.

## Систематика
Род Alanstonea рассматривается как таксон сестринский к родам (Alanstonea + Pseudarmigeres) + Heizmannia)) + Petermattinglyius, а эту кладу сестринской к кладе Lorrainea + (((Udaya + (Belkinius + Zeugnomyia)) + (Eretmapodites + Armigeres)).
Род Alanstonea включают в трибу Aedini подсемейства Culicinae.
Выделяют 2 вида:
- Alanstonea brevitibia (Edwards, 1914)
- Alanstonea treubi (de Meijere, 1910)